# Viola bastarda

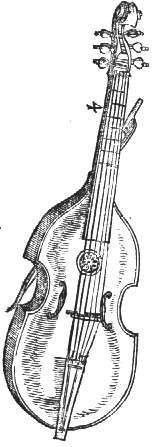
Viola bastarda aus dem Syntagma musicum

Die Viola bastarda ist ein Bass-Streichinstrument des 16. und 17. Jahrhunderts, ähnlich der Viola da gamba, jedoch mit verlängertem Korpus.
Die erste Nennung des Begriffes findet sich in einem Traktat von Girolamo Dalla Casa von 1584. Francesco Rognonis Diminutionslehre Selva de varii passaggi (Mailand 1620) war für die Viola bastarda ausgelegt. 
Der zeitgenössische Komponist und Musikforscher Michael Praetorius begründet die Namensgebung in seinem  Syntagma musicum damit, dass das Instrument „gleichsam ein Bastard sei von allen Stimmen, sintemal es an keine Stimme allein gebunden, sondern ein guter Meister die Madrigalien (und was er sonst auf diesem Instrument musizieren will) vor sich nimmt und die Fugen und Harmonie mit allem Fleiß durch alle Stimmen durch und durch, bald oben auf dem Diskant, bald unten im Bass, bald in der Mitten aus dem Tenor und Alt heraus suchet, mit Sprüngen und Verzierungen versiehet und also traktieret, dass man ziemlicher Maßen fast alle Stimmen in ihren Fugen und Kadenzen daraus vernehmen kann“.
Für die Viola bastarda sind fünf Stimmungen belegt: 'D ('C) - G  - c - e - a - d', 'A - E (D) - A - d - a - d', 'A - D - G - d - a - d'.